# Pomniki przyrody w gminie Dubeninki
Na terenie gminy Dubeninki w powiecie gołdapskim znajduje się 9 pomników przyrody ożywionej, głównie w Puszczy Rominckiej oraz 4 pomniki przyrody nieożywionej:
| Nr   | Lokalizacja                                                                    | Forma             | Nazwa                                               | Obwód przy powołaniu [cm] | Wys.        | Akt prawny                                                           | Zdjęcie |
| 1.   | Białe Jeziorki na łące przy lesie 500 m od drogi do Dubeninek                  | głaz narzutowy    | granit szary „Tytan”                                | 1027                      | 1,24        | Dz. Urz. WRN w Białymstoku Nr 3 poz. 13 z 1953 r.                    |         |
| 2.*  | Bludzie Wielkie park podworski ok. 100 m na południe od zabudowań byłego PGR-u | pojedyncze drzewo | dąb szypułkowy „Dworzanin”                          | 412                       | 23          | Dz. Urz. WRN w Białymstoku Nr 7 poz. 77 z 1966 r.                    |         |
| 3.   | leśnictwo Maków oddz. 117c                                                     | grupa drzew       | 3 buki zwyczajne                                    | 219, 213, 139             | 33, 31, 34  | Dz. Urz. WRN z 1984 r. Nr 7 poz. 26                                  |         |
| 4.*  | leśnictwo Bludzie oddz. 186c                                                   | grupa drzew       | 15 sosen wejmutek                                   | od 75 do 170              | -           | Dz. Urz. WRN z 1984 r. Nr 7 poz. 26                                  |         |
| 5.*  | leśnictwo Bludzie oddz. 78c                                                    | grupa drzew       | 13 jodeł balsamicznych                              | od 100 do 184             | -           | Dz. Urz. WRN z 1984 r. Nr 7 poz. 26                                  |         |
| 6.*  | przy drodze Błąkały-Stańczyki                                                  | aleja przydrożna  | 229jarzębów szwedzkich                              | od 90 do 220              | od 9 do 12  | Rozporządzenie Nr 32/96 Woj. Suwalskiego z dnia 26 czerwca 1996 roku |         |
| 7.   | Białe Jeziorki na pastwisku                                                    | głaz narzutowy    | granit szary                                        | 610                       | 1,27        | Rozp. Nr 222/98 Woj. Suwalskiego z dnia 14.12.98                     |         |
| 8.   | Białe Jeziorki na pastwisku                                                    | głaz narzutowy    | granit szary                                        | 665                       | 1           | Rozp. Nr 222/98 Woj. Suwalskiego z dnia 14.12.98                     |         |
| 9.   | Dubeninki ul. Osiedlowa 5                                                      | głaz narzutowy    | granit biało-szary „Przybysz”                       | 612                       | 2,05        | Rozp. Nr 222/98 Woj. Suwalskiego z dnia 14.12.98                     |         |
| 10.  | leśnictwo Maków oddz. 117dx                                                    | aleja wjazdowa    | 18 dębów szypułkowych                               | od 200 do 260             | od 20 do 25 | Dz. Urz. Woj. Warm.-Maz. Nr 152 z 27.12.2001                         |         |
| 11.* | leśnictwo Błąkały oddz. 317c                                                   | grupa drzew       | 12 lip drobnolistnych odroślowych rosnących w kręgu | razem 377                 | od 18 do 20 | Dz. Urz. Woj. Warm.-Maz. Nr 152 z 27.12.2001                         |         |
| 12.* | Bludzie Wielkie park podworski                                                 | aleja parkowa     | 20 dębów szypułkowych                               | od 200 do 380             | od 20 do 22 | Dz. Urz. Woj. Warm.-Maz. Nr 152 z 27.12.2001                         |         |
| 13.* | leśnictwo Błąkały oddz. 310b                                                   | pojedyncze drzewa | sosna pospolita „Piękna sosna”                      | 270                       | 28          | Dz. Urz. Woj. Warm.-Maz. Nr 152 z 27.12.2001                         |         |

```
* - pomnik na terenie 
Parku Krajobrazowego Puszczy Rominckiej
```